# York City Football Club
Lo York City Football Club, meglio noto come York City, è una società calcistica inglese con sede nella città di York. Oggi milita nella National League, la quinta divisione inglese.
Dopo essere stato retrocesso dalla Football League al termine della stagione 2003-2004, lo York City perse i play-off contro il Morecambe nel 2006/2007, e nel 2008/2009 perse la finale dell'FA Trophy.
Nella stagione 2016-2017 la squadra vinse il trofeo dell'FA Trophy ai danni del Macclesfield Town per 3-2.
Tra i giocatori Lenell Nicholas John-Lewis, calciatore professionista inglese, gioca come attaccante per il club della National League York City, mentre Qamaruddin Maziar Kouhyar, calciatore afghano, è difensore o centrocampista dello York City e della nazionale afghana.
Il club ha anche svolto un ruolo importante nel contribuire al progresso delle carriere di alcuni 
giocatori degli ultimi anni, in particolare Clayton Donaldson e Martyn Woolford.
Il club attualmente gioca nel Bootham Crescent, 
che negli ultimi anni 
è stato chiamato Kit Kat Crescent dopo che il club ha offerto i diritti di denominazione alla Nestlé.
Tuttavia il club sta ora procedendo con un piano per la costruzione di un nuovo 
stadio entro il 2015. 
York City è attualmente di proprietà della JM Packaging Ltd (75%) e la Città York 

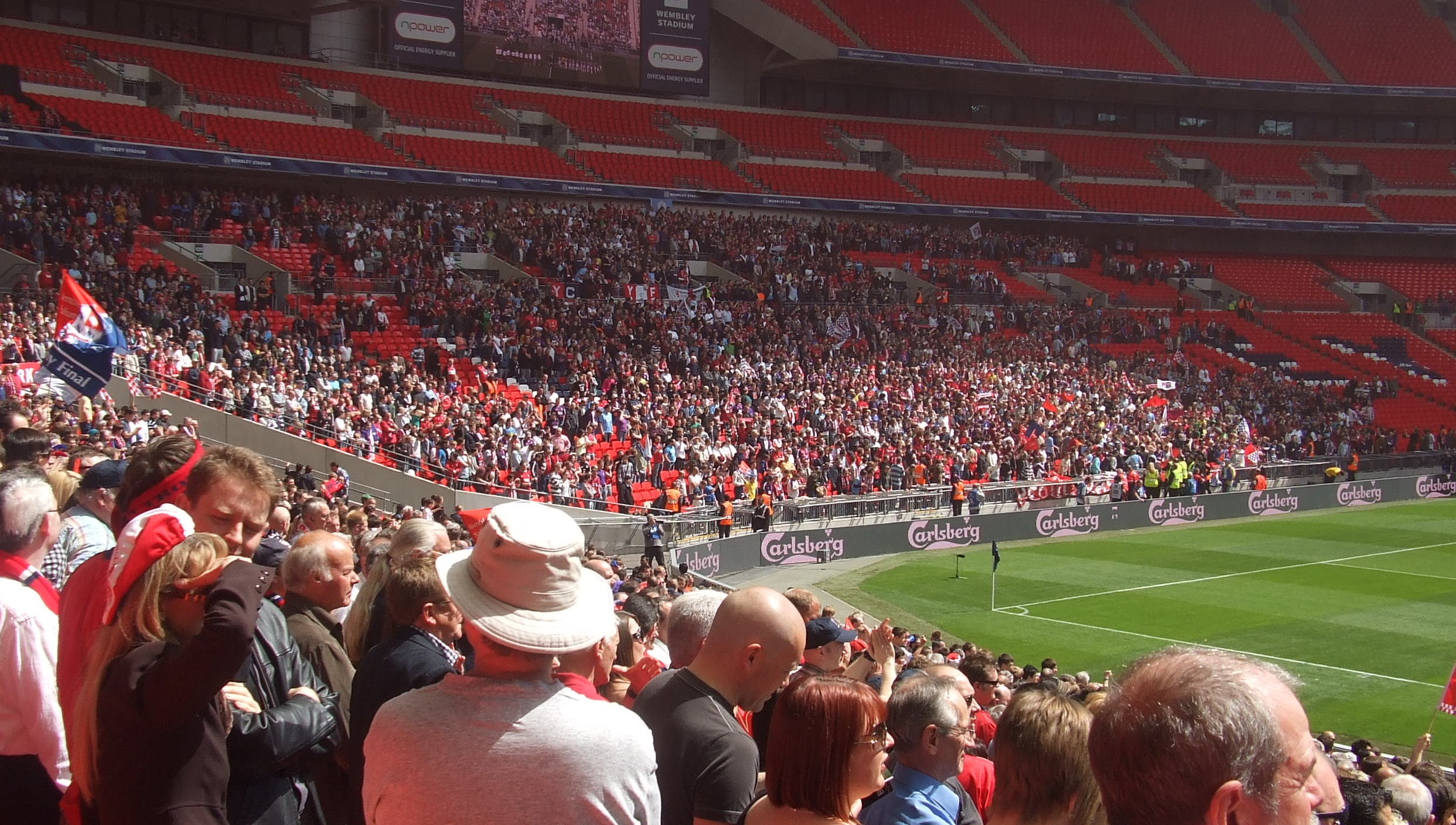
Tifosi dello York City alla finale di FA Trophy del 2009.

Supporters Trust (25%).

## Allenatori
- Jimmy McCormick (1953-1954)
- Tom Johnston (1968-1975)
- Wilf McGuinness (1975-1977)
- Bobby Saxton (1987-1988)
- John Ward (1991-1993)
- Neil Thompson (1999-2000)
- Terry Dolan (2000-2003)
- Viv Busby (2004-2005) (interim)
- Gary Mills (2010-2013)
- Nigel Worthington (2013-2014)
- Richard Cresswell (2015) (interim)
- Jackie McNamara (2015-2016)
- Gary Mills (2016-2017)
- Martin Gray (2017-2018)
- Sam Collins (2018-2019)
- Steve Watson (2019-2021)

## Palmarès

### Competizioni nazionali
- Campionato inglese di quarta divisione: 1

1983-1984
- FA Trophy: 2

2011-2012, 2016-2017

### Competizioni regionali
- North Riding Senior Cup: 11

1949-1950, 1956-1957, 1969-1970, 1979-1980, 1987-1988, 1988-1989, 1995-1996, 1998-1999, 1999-2000, 2005-2006, 2009-2010

## Rosa 2016-2017
| N. |                             | Ruolo | Calciatore         |
| -- | --------------------------- | ----- | ------------------ |
| 2  | Scozia (bandiera)           | D     | Shaun Rooney       |
| 3  | Inghilterra (bandiera)      | D     | Alex Whittle       |
| 4  | Camerun (bandiera)          | C     | Clovis Kamdjo      |
| 6  | Inghilterra (bandiera)      | D     | Matt Fry           |
| 7  | Inghilterra (bandiera)      | C     | Daniel Nti         |
| 8  | Inghilterra (bandiera)      | C     | Simon Heslop       |
| 9  | Inghilterra (bandiera)      | A     | Amari Morgan-Smith |
| 10 | Inghilterra (bandiera)      | C     | Yan Klukowski      |
| 11 | Scozia (bandiera)           | C     | Danny Galbraith    |
| 12 | Scozia (bandiera)           | C     | Aidan Connolly     |
| 13 | Inghilterra (bandiera)      | P     | Luke Simpson       |
| 14 | Inghilterra (bandiera)      | D     | Ben Clappison      |
| 15 | Irlanda del Nord (bandiera) | D     | Josh Robinson      |
| 16 | Inghilterra (bandiera)      | C     | Tyler Walton       |
| 18 | Inghilterra (bandiera)      | D     | Benjamin Barber    |

| N. |                             | Ruolo | Calciatore      |
| -- | --------------------------- | ----- | --------------- |
| 19 | Scozia (bandiera)           | C     | Simon Lappin    |
| 21 | Inghilterra (bandiera)      | A     | Scott Fenwick   |
| 24 | Inghilterra (bandiera)      | D     | Sam Muggleton   |
| 25 | Inghilterra (bandiera)      | C     | Callum Rzonca   |
| 26 | Irlanda (bandiera)          | D     | Lanre Oyebanjo  |
| 28 | Galles (bandiera)           | P     | Kyle Letheren   |
| 29 | Inghilterra (bandiera)      | A     | Vadaine Oliver  |
| 31 | Scozia (bandiera)           | A     | Jon Parkin      |
| 32 | Irlanda del Nord (bandiera) | A     | Robbie McDaid   |
| 33 | Inghilterra (bandiera)      | D     | Sean Newton     |
| 34 | Inghilterra (bandiera)      | C     | Adriano Moké    |
| 35 | Inghilterra (bandiera)      | D     | Danny Holmes    |
| 36 | Galles (bandiera)           | D     | Daniel Parslow  |
| 37 | Algeria (bandiera)          | C     | Hamza Bencherif |
| 38 | Inghilterra (bandiera)      | A     | Johan Ter Horst |

## Rosa 2015-2016
| N. |                             | Ruolo | Calciatore       |
| -- | --------------------------- | ----- | ---------------- |
| 1  | Inghilterra (bandiera)      | P     | Scott Flinders   |
| 3  | Inghilterra (bandiera)      | D     | Femi Ilesanmi    |
| 4  | Irlanda (bandiera)          | C     | James Berrett    |
| 5  | Inghilterra (bandiera)      | D     | Scot Bennett     |
| 7  | Inghilterra (bandiera)      | C     | Michael Coulson  |
| 8  | Inghilterra (bandiera)      | C     | Luke Summerfield |
| 9  | Inghilterra (bandiera)      | A     | Vadaine Oliver   |
| 10 | Inghilterra (bandiera)      | C     | Russell Penn     |
| 11 | Irlanda del Nord (bandiera) | C     | Josh Carson      |
| 12 | Scozia (bandiera)           | A     | Derek Riordan    |
| 14 | Inghilterra (bandiera)      | D     | George Swan      |
| 15 | Inghilterra (bandiera)      | D     | Kyle Cameron     |
| 16 | Inghilterra (bandiera)      | D     | Dave Winfield    |

| N. |                        | Ruolo | Calciatore       |
| -- | ---------------------- | ----- | ---------------- |
| 17 | Inghilterra (bandiera) | D     | Taron Hare       |
| 19 | Inghilterra (bandiera) | A     | Jake Hyde        |
| 21 | Inghilterra (bandiera) | A     | Ben Hirst        |
| 22 | Inghilterra (bandiera) | A     | Reece Thompson   |
| 23 | Inghilterra (bandiera) | C     | Matt Dixon       |
| 24 | Inghilterra (bandiera) | P     | Michael Ingham   |
| 25 | Inghilterra (bandiera) | C     | Callum Rzonca    |
| 26 | Inghilterra (bandiera) | A     | Lewis Alessandra |
| 27 | Inghilterra (bandiera) | D     | Luke Hendrie     |
| 31 | Scozia (bandiera)      | D     | William Boyle    |
| 32 | Inghilterra (bandiera) | A     | Bradley Fewster  |
| 33 | Irlanda (bandiera)     | D     | Kenny McEvoy     |
| 37 | Scozia (bandiera)      | C     | Danny Galbraith  |

## Rosa 2014-2015
| N. |                              | Ruolo | Calciatore       |
| -- | ---------------------------- | ----- | ---------------- |
| 1  | Irlanda (bandiera)           | P     | Chris Kettings   |
| 2  | Antigua e Barbuda (bandiera) | D     | Marvin McCoy     |
| 3  | Inghilterra (bandiera)       | D     | Femi Ilesanmi    |
| 5  | Inghilterra (bandiera)       | D     | John McCombe     |
| 7  | Inghilterra (bandiera)       | A     | Michael Coulson  |
| 8  | Inghilterra (bandiera)       | C     | Luke Summerfield |
| 9  | Inghilterra (bandiera)       | A     | Wes Fletcher     |
| 10 | Inghilterra (bandiera)       | A     | Russell Penn     |
| 11 | Inghilterra (bandiera)       | A     | Ryan Jarvis      |
| 12 | Irlanda del Nord (bandiera)  | C     | Josh Carson      |
| 13 | Grenada (bandiera)           | D     | Anthony Straker  |
| 14 | Inghilterra (bandiera)       | C     | Lewis Montrose   |

| N. |                        | Ruolo | Calciatore       |
| -- | ---------------------- | ----- | ---------------- |
| 15 | Inghilterra (bandiera) | D     | Keith Lowe       |
| 16 | Inghilterra (bandiera) | D     | Dave Winfield    |
| 18 | Inghilterra (bandiera) | C     | Tom Platt        |
| 20 | Inghilterra (bandiera) | A     | Lindon Meikle    |
| 21 | Inghilterra (bandiera) | A     | Ben Hirst        |
| 23 | Inghilterra (bandiera) | C     | Cameron Murray   |
| 24 | Inghilterra (bandiera) | P     | Michael Ingham   |
| 28 | Giamaica (bandiera)    | A     | Deon Burton      |
| 29 | Australia (bandiera)   | P     | Alex Cisak       |
| 38 | Guadalupa (bandiera)   | D     | Stéphane Zubar   |
| 39 | Inghilterra (bandiera) | A     | Jake Hyde        |
|    | Inghilterra (bandiera) | D     | Bradley Halliday |

## Rosa 2013-2014
| N. |                             | Ruolo | Calciatore      |
| -- | --------------------------- | ----- | --------------- |
| 1  | Scozia (bandiera)           | P     | Chris Kettings  |
| 2  | Irlanda (bandiera)          | D     | Lanre Oyebanjo  |
| 3  | Inghilterra (bandiera)      | D     | Ben Davies      |
| 4  | Inghilterra (bandiera)      | D     | Chris Smith     |
| 5  | Inghilterra (bandiera)      | D     | David McGurk    |
| 6  | Galles (bandiera)           | D     | Daniel Parslow  |
| 7  | Inghilterra (bandiera)      | A     | Michael Coulson |
| 8  | Inghilterra (bandiera)      | C     | Craig Clay      |
| 9  | Inghilterra (bandiera)      | A     | Wes Fletcher    |
| 10 | Inghilterra (bandiera)      | A     | Ashley Chambers |
| 11 | Inghilterra (bandiera)      | A     | Ryan Jarvis     |
| 12 | Irlanda del Nord (bandiera) | C     | Josh Carson     |
| 14 | Inghilterra (bandiera)      | C     | Lewis Montrose  |

| N. |                             | Ruolo | Calciatore         |
| -- | --------------------------- | ----- | ------------------ |
| 16 | Inghilterra (bandiera)      | D     | Jamal Fyfield      |
| 17 | Inghilterra (bandiera)      | A     | Richard Cresswell  |
| 18 | Inghilterra (bandiera)      | C     | Tom Platt          |
| 19 | Inghilterra (bandiera)      | A     | Ryan Bowman        |
| 20 | Inghilterra (bandiera)      | D     | Tom Allan          |
| 24 | Inghilterra (bandiera)      | P     | Michael Ingham     |
| 25 | Inghilterra (bandiera)      | A     | Chris Dickinson    |
| 26 | Inghilterra (bandiera)      | D     | Mike Atkinson      |
| 27 | Irlanda del Nord (bandiera) | C     | Ryan Brobbel       |
| 28 | Estonia (bandiera)          | C     | Sander Puri        |
| 29 | Inghilterra (bandiera)      | C     | Elliott Whitehouse |
| 30 | Irlanda (bandiera)          | D     | Luke O'Neill       |